# Maxon Effects

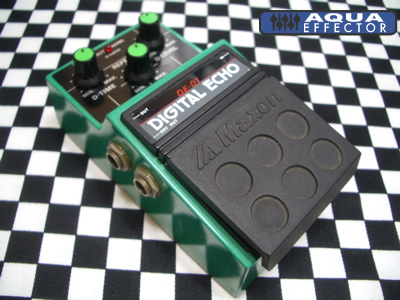
Um pedal Maxon

Maxon é o nome utilizado pela companhia Nisshin Onpa do Japão para a sua linha de pedais de efeitos desenvolvidos para guitarras e baixos. A Maxon Corporation, não relacionada, é uma grande fornecedora global de equipamento industrial de aquecimento .

## História
A Maxon (Nisshin Onpa) iniciou no meio dos anos 60 como uma fabricante de captadores de guitarras. Em 1969 ela se tornou também uma fabricante de pedais de efeitos, primariamente como uma produtora de produtos OEM para outras companhias. Durante esse período a Nisshin Onpa era responsável por construir um pedal fuzz/wah que era muito popular, sendo comercializado sob um grande número de marcas, incluindo a Ibanez. Durante os anos 70 a Ibanez se tornou um dos principais clientes OEM da companhia. A Nisshin Onpa desenvolveu e manufaturou os atuais lendários Tube Screamers TS-808 e TS9 para a Ibanez, e muitos outros modelos, incluindo o Flanger FL9, chorus CS9, e o Analog Delay AD9. A Nisshin Onpa também comercializou seus pedais sob sua própria marca Maxon durante esse período. Quando a Nisshin Onpa e a Ibanez se separaram em 2002, a Nisshin Onpa começou a comercializar sua linha de pedais Maxon mais agressivamente. Se reposicionando como uma fabricante de efeitos de alto desempenho produzidos em massa, a Maxon expandiu sua linha de pedais analógicos, utilizando componentes raros NOS ("New Old Stock", ou estoque antigo novo), e designs de circuito clássicos que que são atualmente muito respeitados e procurados.
A Maxon continua a expandir sua linha de produtos. Apesar de terem produzido delays e reverbs digitais durante os anos 80 e 90, eles agora se concentram prtincipalmente nos tipos de efeitos vintage "difíceis de encontrar" como delays, chorus e flangers analógicos, e unidades de overdrive e distorção clássicas. A maioria dos antigos Nine Series da Ibanez estão disponíveis hoje na forma Maxon, mas os pedais Maxon agora incluem chaves true-bypass e circuito igual ou, em muitos casos, superiores aos originais da Ibanez. A companhia se orgulha de sua reputação de qualidade antes de quantidade.
A grande virada da Maxon veio quando eles começaram a construir o Tube Screamer da Ibanez. Os Tube Screamer eram construídos pela Maxon de 1974 até 2002. Se você remover a carcaça de um Ibanez TS-808 ou TS9, e outros pedais da Ibanez desse período, o nome Maxon vai aparecer na placa de circuito. Esses pedais da Ibanez fabricados pela Maxon se tornaram famosos entre usuários como Stevie Ray Vaughan, Eric Clapton, Rory Gallagher, Carlos Santana e Gary Moore, entre muitos outros famosos. A Ibanez ainda faz esses pedais clássicos, mas utilizando circuitos diferentes, inclusive perdendo um pouco do timbre clássico do Tube Screamer, por isso os modelos Maxon são tão desejados. A Maxon ainda fabrica esses modelos hoje em dia sob o próprio nome da companhia (chamado como OD-808 e OD-9, diferentemente de TS). No entanto, o fornecimento desses pedais é muito pequeno e, por causa disso, e because of this, os pedais Maxon que possuem o circuito do Tube Screamer original são pouco conhecidos e comumente ignorados. Atualmente, a Maxon manufatura em torno de 23 pedais de efeitos para guitarras.

## Captadores
A Nisshin Onpa fabricou captadores para as guitarras Aria, Ibanez e Greco. Os captadores Ibanez "Super 70" e "Super 58" e também os Greco "UD", "U-1000", "U-2000", "PU-x" e "Dry Z" foram feitos pela Nisshin Onpa.

### Números de série de captadores
O formato dos números de série dos captadores Ibanez e Greco da Nisshin Onpa (Maxon) consistentes de 5 números até e inclusive 1977.
Captadores Ibanez Super 70 possuem o mesmo formato de número de série.
- Primeiro número = código Nisshin Onpa (Maxon) do captador (1, 2, etc.)
- Segundo número = Ano (7=1977)
- Terceiro número = Mês (0=Jan... 9=Out então .=Nov, X=Dec)
- Quarto e Quinto números = Dia do Mês (01-31)

O formato do número de série dos captadores Ibanez e Greco Nisshin Onpa (Maxon) consistente de 6 números de 1977 a 1982.
- Primeiro número = código Nisshin Onpa (Maxon) do captador (1, 2, etc.)
- Segundo número = Ano (9=1979)
- Terceiro e Quarto número = Mês (01=Jan ... 12=Dez)
- Quinto e Sexto números = Dia do Mês (01-31)

Os captadores Ibanez "Super 70" e Greco "U-1000" possuem um magneto em alnico VIII. Os captadores Greco "U-2000" e "PU-x" possuem um magneto em alnico V. Os captadores Ibanez "Super 58" e Greco "Dry-Z" possuem um magneto em alnico III. Os captadores Ibanez "Super 80" possuem um magneto cerâmico. Todos esses captadores possuem resistência CC de aproximadamente 7.5 a 8.0 kilohms.

## Avanços
Em seu website, a Maxon afirma diversas descobertas na indústria de pedais de efeitos:
O primeiro tube amp overdrive realista, o primeiro delay analógico compacto, o primeiro efeito programável, e a primeira unidade multi-efeitos.

## Produtos atuais

### Reissue series
- D&S II Distortion/Sustainer
- PT999 Phase Tone
- CP101 Compressor
- D&S Distortion/Sustainer
- GE601 Graphic Equalizer
- OD808 Overdrive

### Vintage series
- AD-999 Analog Delay
- AD-999 Pro Analog Delay (simulação Tape Echo)
- CS-550 Stereo Chorus
- DS-830 Distortion Master
- OD-820 Overdrive Pro
- PH-350 Rotary Phaser

### Nine series
- AD-9 Pro Analog Delay (simulação Tape Echo)
- AF-9 Auto Filter
- CP-9 Pro+ Compressor
- CS-9 Stereo Chorus Pro
- FL-9 Flanger
- OD-9 Overdrive
- OD-9 Pro+ Overdrive
- OOD-9 Organic Overdrive
- OSD-9 Overdrive/Soft Distortion
- PT-9 Pro+ Phase Shifter
- SD-9 Sonic Distortion
- VOP-9 Vintage Overdrive Pro
- SM-9 Super Metal 9 distortion
- PAC-9 Pure Analog Chorus

### Real Tube series
- RCP 660 Real Compressor
- ROD 880 Real Overdrive
- ROD 881 Real Overdrive/Distortion

### Compact series
- ASC10 Ambient Stereo Chorus
- AD10 Analog Delay
- DB10 Dual Booster

## Usuários famosos atuais
Apesar dos pedais Maxon serem geralmente ignorados por guitarristas pelos modelos Ibanez, ainda há artistas que os utilizam. Entre eles:
- Peter Buck da R.E.M.
- Rusty Cooley
- Buddy Guy
- Brownsound ex-membro da Sum 41
- Marty Friedman
- Pearl Jam
- Monster Magnet
- Chris Chaney da Jane's Addiction
- Gary Rossington da Lynyrd Skynyrd
- Troy Van Leeuwen da Queens of the Stone Age
- Dave Sabo da Skid Row
- Jim Root da Slipknot, Stone Sour
- Jesse Tobias da Morrissey
- Brad Whitford da Aerosmith
- Steve Stevens da Billy Idol
- Adam Dutkiewicz da Killswitch Engage
- Thomas Erak da The Fall of Troy
- Nergal da Behemoth